# Курради, Франческо
Франческо Курради или Куррадо (итал. Francesco Curradi, Currado; 15 ноября 1570, Флоренция — 1661, Флоренция) —  итальянский живописец академического направления периода маньеризма флорентийской школы. Его индивидуальный стиль описывают как «контрманьеризм» (итал. сontra-мaniera).

## Биография
Франческо был сыном ювелира Таддео Курради. Он обучался живописи у Джованни Баттисты Нальдини и в 1590 году поступил в организованную в 1561 году Джорджо Вазари и Винченцо Боргини Академию рисунка во Флоренции. Его первые самостоятельные работы с 1597 по 1598 годы были написаны для церквей Вольтерры (Тоскана), в том числе в капелле Коллеони городского Собора. Он помогал писать фрески «Слава, прославляющая Микеланджело» (ок. 1616—1617) для Дома-музея Микеланджело (Casa Buonarroti) во Флоренции.
В 1622 году Франческо Курради написал алтарный образ «Проповедь Святого Франциска Ксаверия в Индии» для церкви Сан-Джованнино дельи Слопи во Флоренции и картину с изображением Нарцисса и Эрминии среди пастухов по заказу кардинала Карло Медичи для его «Казино Медичи ди Сан-Марко» во Флоренции. Художник также выполнил семь люнетов в капелле Виллы Поджо-Империале на тему «История Марии Магдалины». В 1646 году Курради написал «Коронование Девы Марии» для бенедиктинского аббатства Валломброза и «Проповедь Иоанна Крестителя» для капеллы Рондони в церкви Санта-Тринита в 1649 году. В галерее Уффици имеются две картины Курради: «Мученичество Святой Теклы» и «Беатификация Марии Магдалины». Франческо Курради был представителем так называемого контрманьеризма (итал. сontra-мaniera), академического течения в искусстве Италии, художники которого заимствовали некоторые приемы маньеризма, но пытались вернуться к классической уравновешенности искусства Высокого Возрождения.
Одним из его учеников был Чезаре Дандини.

## Галерея

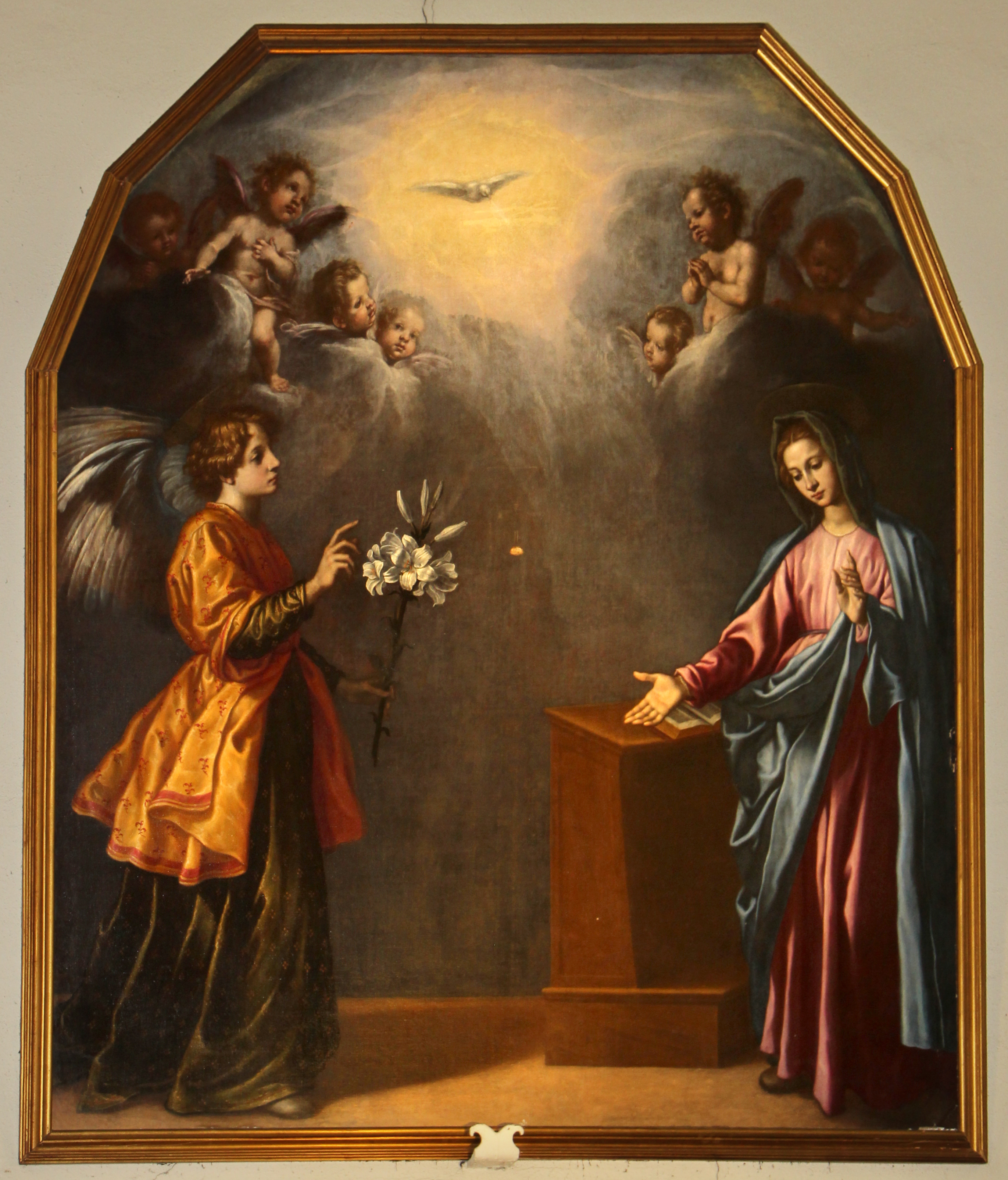
Благовещение. 1615. Церковь Сан-Франческо, Гроссето, Тоскана
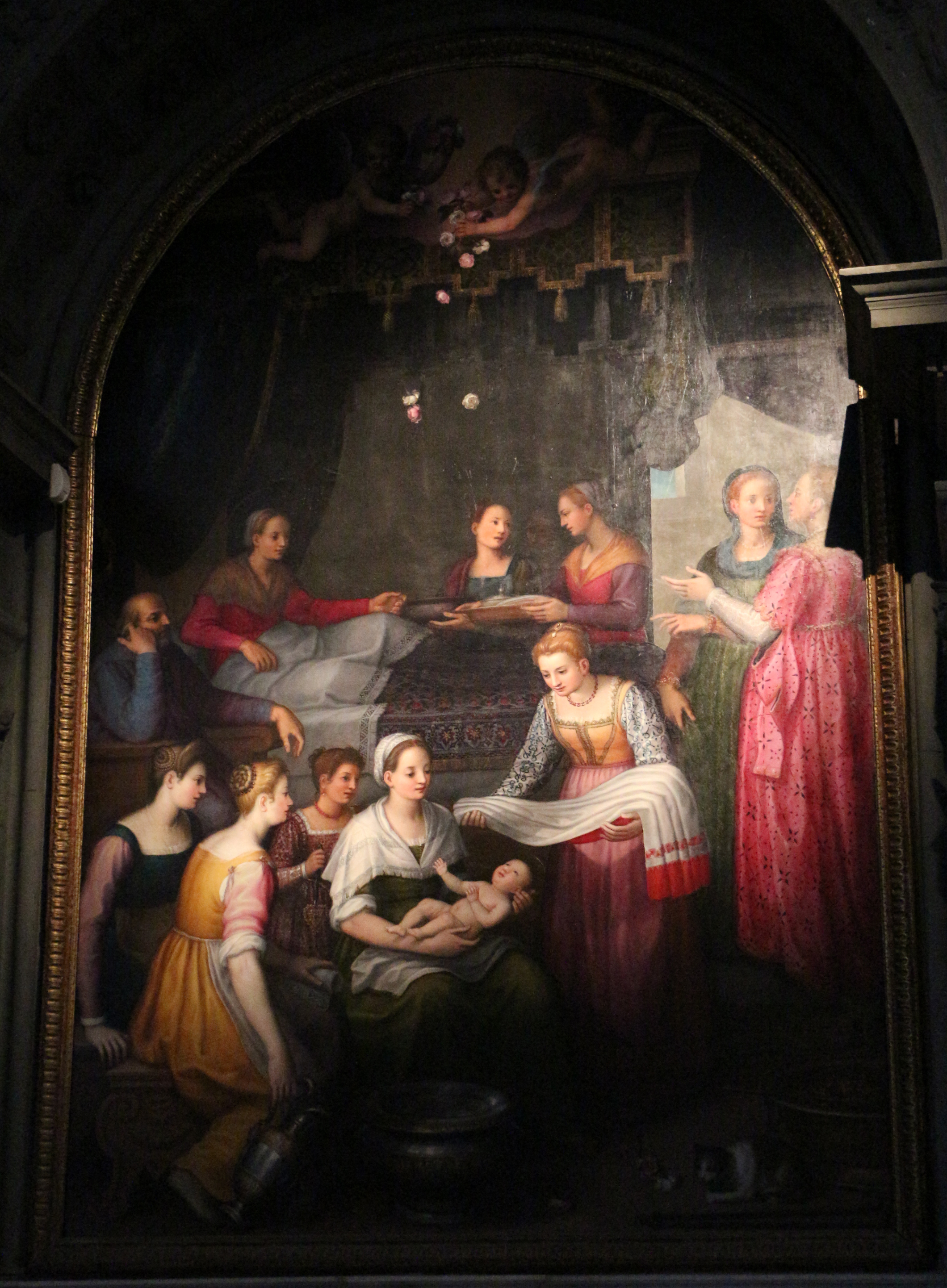
Алтарь Рождества Марии. 1598. Собор Санта-Мария-Ассунта, Вольтерра, Тоскана
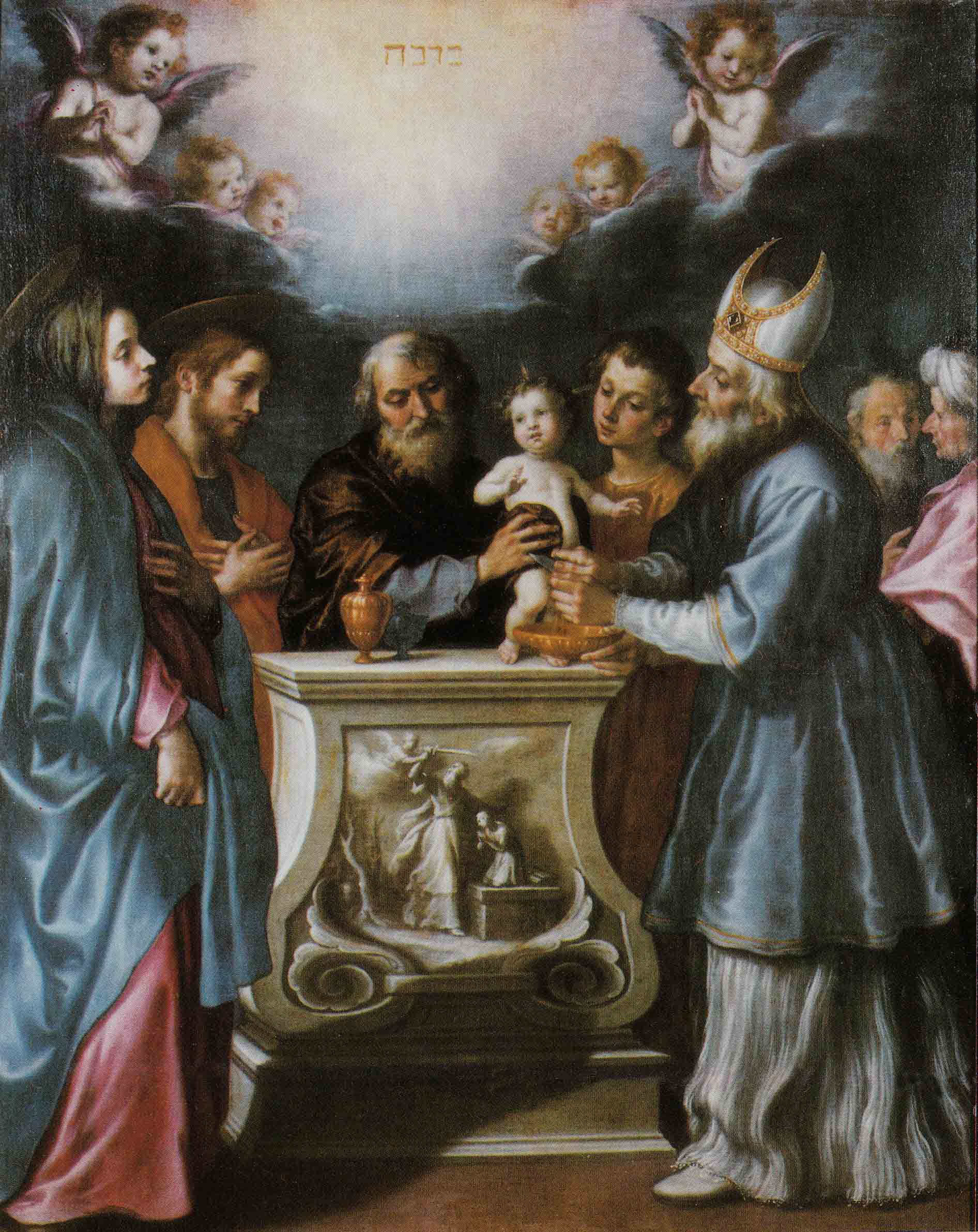
Обрезание Иисуса. Соборная церковь, Сан-Кашано-ин-Валь-ди-Пеза, Тоскана
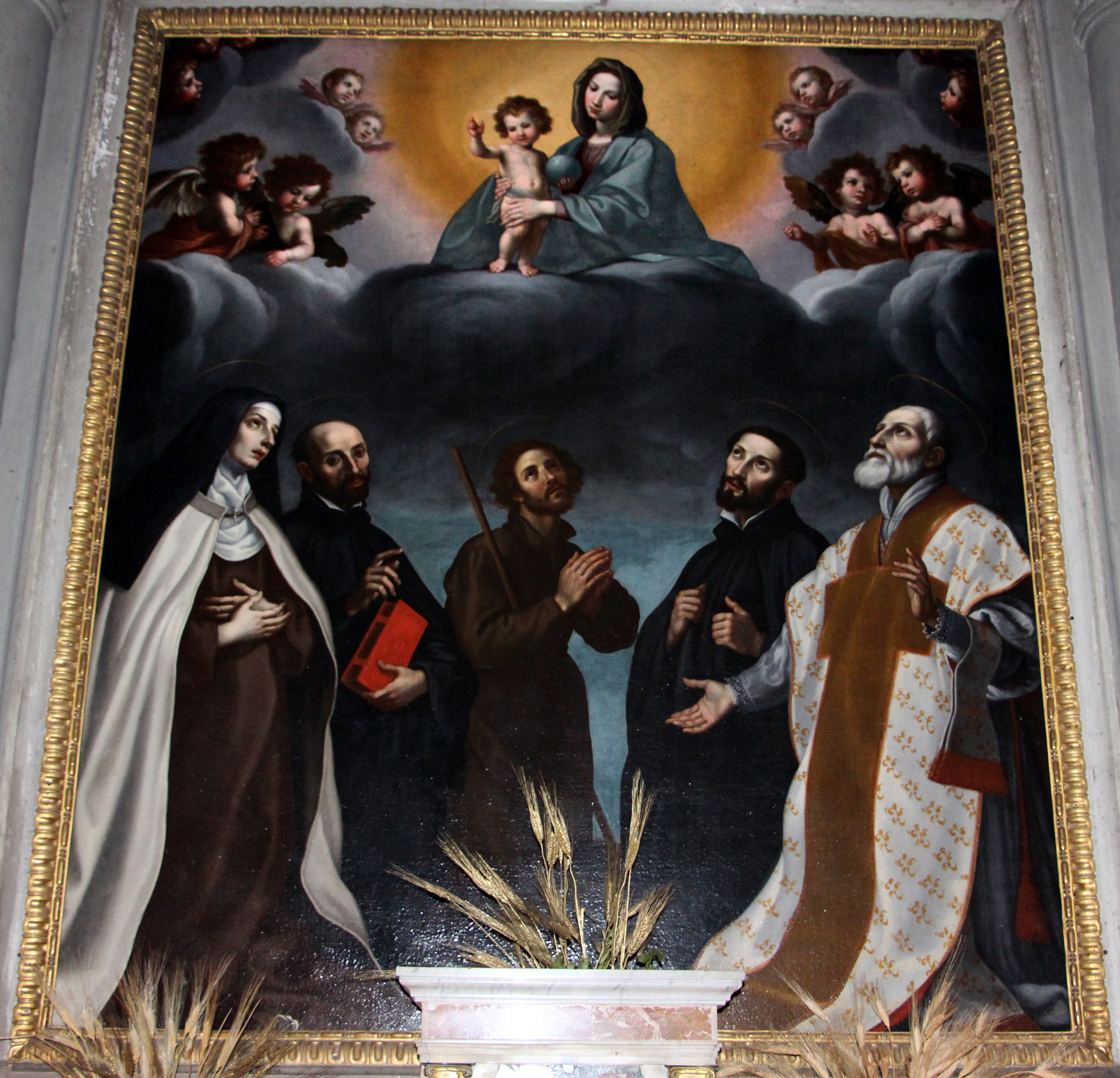
Мадонна во Славе со святыми. Монастырь Сан-Бартоломео-а-Риполи, Тоскана
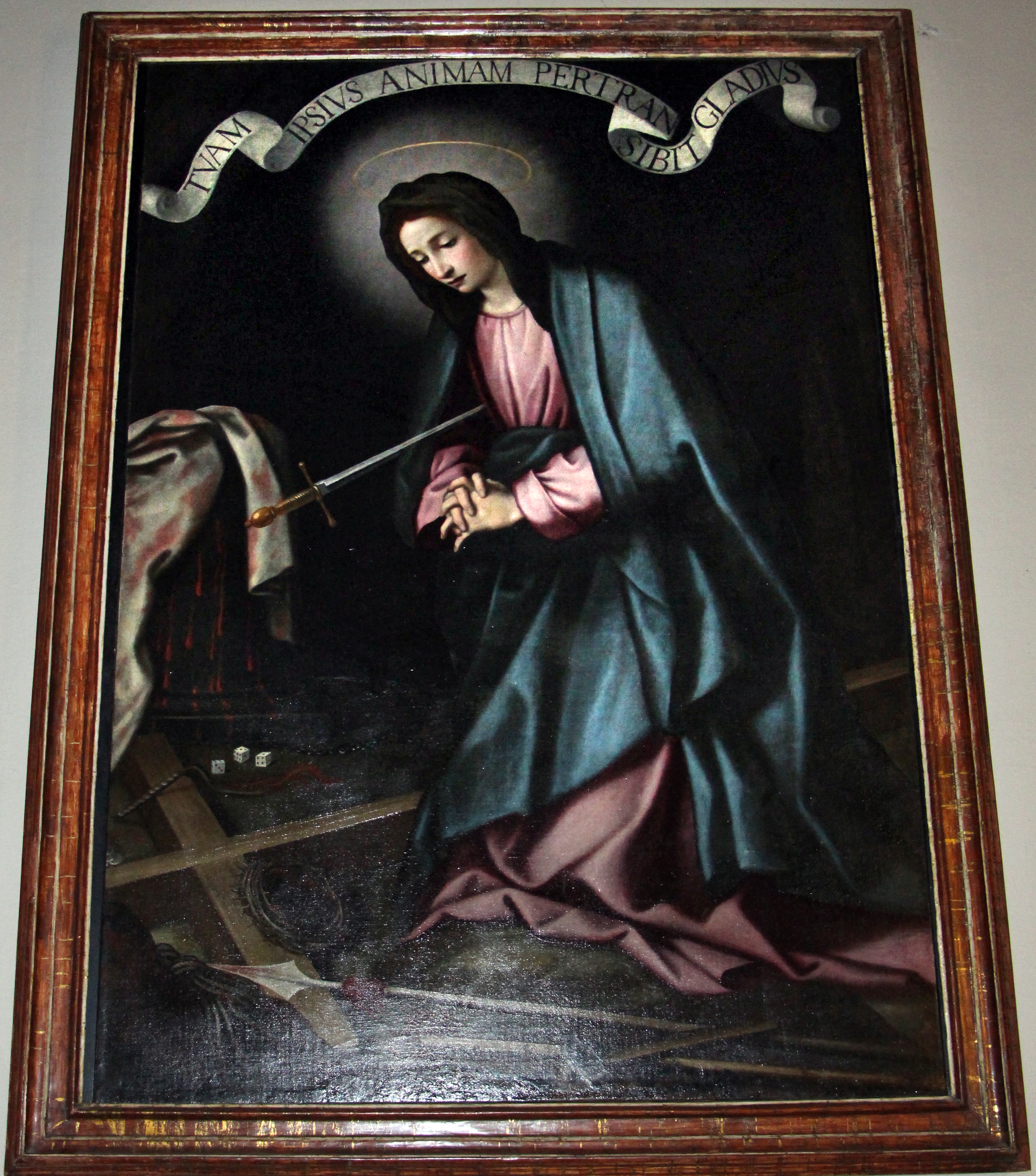
Мадонна Скорбей. Церковь Санта-Мария-дель-Розарио. Поджо-а-Кайано, Тоскана